# Triolet (miasto)
Triolet – miasto w Mauritiusie; w dystrykcie Pamplemousses; około 23,8 tys. mieszkańców (2014). Przemysł spożywczy, włókienniczy.